# Ester Bolinder
Ester Alexandra Bolinder, född Nordquist 18 juni 1894 i Sundsvall, död 21 februari 1984 i Stockholm, var en svensk författare.

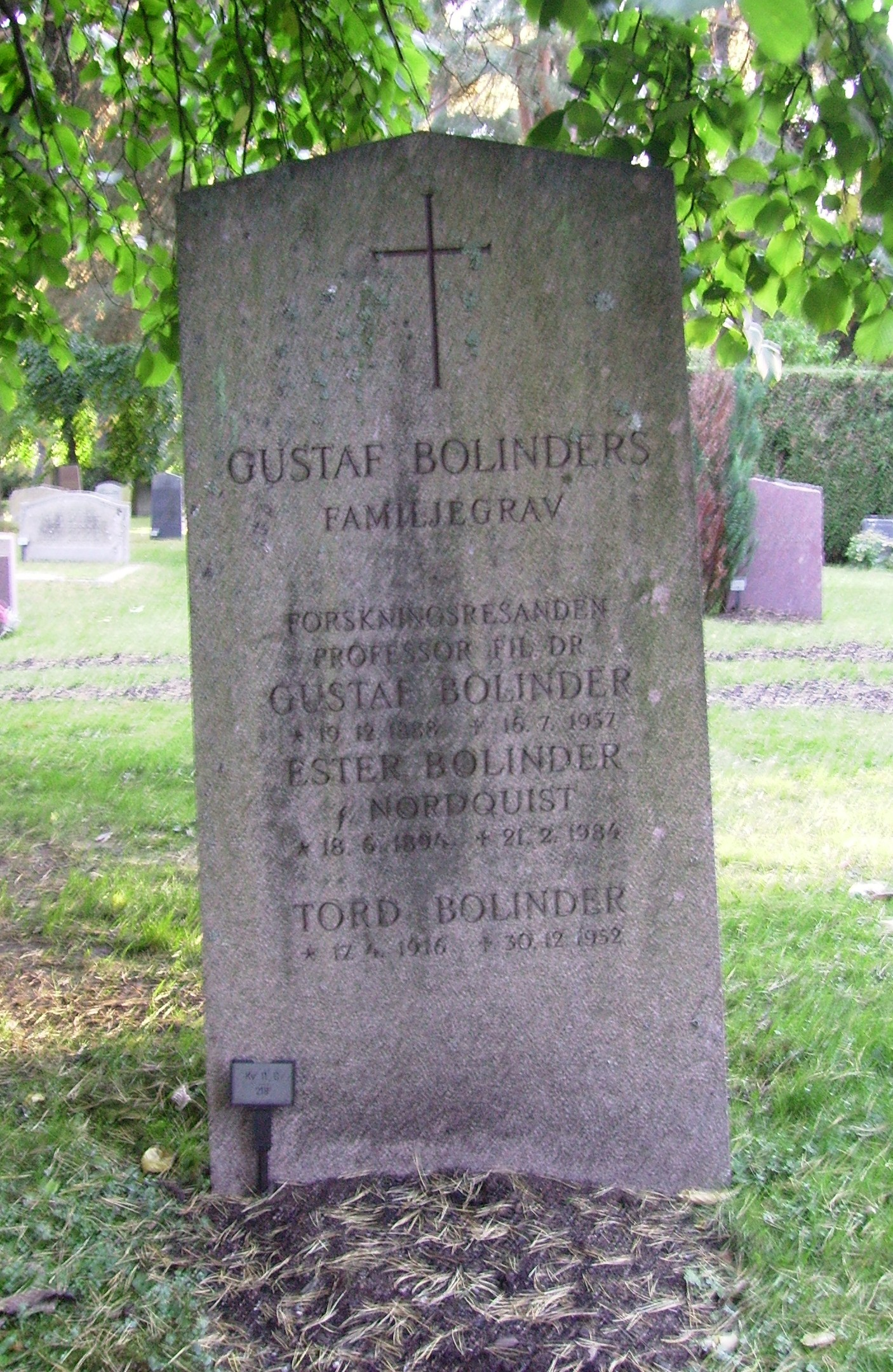
Ester Bolinder f. Nordquist gravvård på Norra begravningsplatsen i Solna kommun.

Ester Bolinder var dotter till sågverkschefen Alfred Nordquist och Nella Fernlund. Hon växte upp i Gävle. Från 1913 var hon gift med forskningsresanden Gustaf Bolinder. Hon följde maken på hans resor till Sydamerika och Afrika, bland annat på en tvåårig forskningsresa till Colombia som även blev deras bröllopsresa. Hon skildrade den i boken Med lilla Sif hos indianerna (1921) som blev hennes debut som reseskildrare.
Hon var också verksam som ungdomsförfattare och skrev sammanfattningsvis tolv flickböcker med resemotiv som utkom i serien B. Wahlströms ungdomsböcker. Ett återkommande motiv i hennes romaner är en svensk flicka som reser utomlands, träffar en infödd flicka och lär sig om olika seder och traditioner.